# Ebou Dibba
Ebou Dibba, MBE (* 10. August 1943 in Bathurst; † 29. Dezember 2000 im Edenbridge, Kent) war ein Schriftsteller und Dichter aus dem westafrikanischen Staat Gambia, der in Englisch schrieb und im Vereinigten Königreich lebte.

## Leben
Dibba erlangte den Bachelor of Arts in französischer Literatur auf der Universität Cardiff und den Master of Arts auf dem King’s College in London. Von 1975 bis 1993 war er als Leiter der Volkshochschule in Bletchingley, Surrey tätig.
Er wurde im Dezember 2000 ertrunken in einem Fluss aufgefunden.

## Werke
- 1979: Marriage of Anansewa
- 1980: Olu and the Smugglers

Romane
- 1986: Chaff on the Wind
- 1989: Fafa
- 1992: Alhaji

## Auszeichnungen
- Order of the British Empire (MBE) (1993)